# Primeiro contato

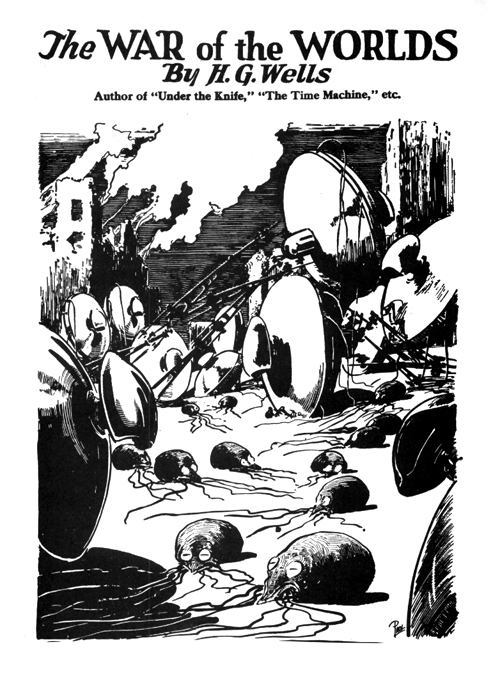
Ilustação de War of the Worlds de H. G. Wells: um primeiro conta(c)to belicoso (Amazing Stories, 1927).

Primeiro conta(c)to é um tema comum da ficção científica sobre o primeiro encontro entre humanos e alienígenas, ou, num sentido mais amplo, o primeiro encontro de uma raça senciente com qualquer outra.

## Na ficção
Têm havido séries inteiras dedicadas a este tema. Uma série clássica é a do "mercador interestelar" de Andre Norton. Um tratamento mais moderno, usando rádio em vez de espaçonaves, está no romance  Contact de Carl Sagan. Um outro exemplo, no universo ficcional de Star Trek, é o primeiro conta(c)to oficial para os humanos, que ocorre em 5 de abril de 2063 (ver Star Trek: First Contact).
A série de televisão Star Trek explorou o tema a fundo, em torno do conceito da Primeira Diretriz – uma lei que proíbe explicitamente o primeiro conta(c)to (ou qualquer outra forma de interferência) entre a humanidade e seus aliados, e qualquer e todas as raças não suficientemente avançadas (isto é, capazes de viagem interestelar) para permitir tal encontro. Um episódio particular de Star Trek: Enterprise, intitulado "The Communicator" ("O Comunicador"), gira em torno desta diretriz (ou talvez de um incidente que contribuiu para sua formulação), quando a tripulação da Enterprise tenta retificar a "contaminação" cultural e tecnológica acidental de uma civilização industrial em desenvolvimento, a qual têm estado a observar secretamente.
O romance O Despertar dos Deuses de Isaac Asimov explora simultaneamente a unidade potencial de todas as raças e a possibilidade de conflito inerente a todas as situações de primeiro conta(c)to: mesmo se os membros de raças diferentes compreenderem uns aos outros, suas percepções distintas podem colocar em perigo ambos os mundos e mesmo a estrutura dos respectivos universos. Esta lacuna entre indivíduos e suas respectivas sociedades é característica da trama de "primeiro conta(c)to" de ET. Outros desenvolvimentos do tema na cultura de massa incluem encontros com raças predatórias ou semi-sencientes tais como em Alien e Independence Day.

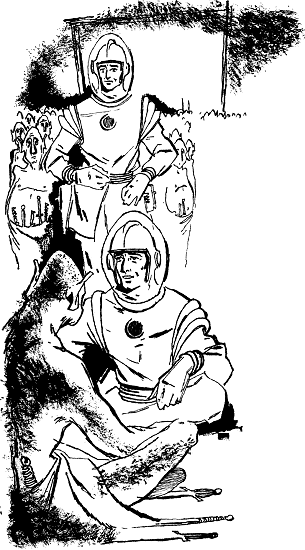
Cena de um primeiro contato entre humanos e alienígenas. Do conto Warrior Race, de Robert Sheckley, publicado pela Galaxy Science Fiction em Novembro de 1952.

A ausência de primeiro conta(c)to é evidente em outras obras de ficção científica, tais como na série Fundação de Isaac Asimov, onde o Império Galáctico da Humanidade é o governante inconteste do universo conhecido, visto que não existem alienígenas sencientes. Exemplos de mútua incompreensão e de lacunas potencialmente intransponíveis entre raças as quais — por sua própria natureza — são diferentes demais para se unir ou mesmo para se aceitar mutuamente, incluem o conceito dos "pássaros photino" na Xeelee Sequence de Stephen Baxter e o divino Firstborn da série Odissey de Arthur C. Clarke.
Existem uma multiplicidade de cenários que exploram os efeitos potenciais de uma situação real de primeiro conta(c)to, nenhum dos quais pode se provar mais plausível que o seguinte até que tal ocorrência venha a ocorrer realmente. Dado que as melhores evidências sugerem que nunca houve conta(c)to entre humanos e espécies extraterrestres, o grau de choque cultural que pode ocorrer é, naturalmente, altamente especulativo. Na ficção científica, o primeiro conta(c)to entre espécies inteligentes têm resultado tanto na demonstração de eras de paz quanto de beligerância. 
Alguns escritores de FC, tais como Arthur C. Clarke, têm sugerido que o abismo tecnológico existente entre duas espécies inteligentes poderia ser tão vasto que cenários no estilo Star Wars seriam altamente improváveis. Pelo contrário, as diferenças culturais potencialmente colossais têm freqüentemente sido consideradas como de alto risco, pela possibilidade de um mal-entendido levar ao conflito durante um primeiro conta(c)to. No universo do jogo de computador Descent: FreeSpace, por exemplo, sugere-se que uma guerra sangrenta e prolongada entre os humanos e uma raça alienígena conhecida como Vasudans foi iniciada simplesmente por uma má interpretação humana da linguagem Vasudan, que é muito mais complexa que qualquer uma da Terra.
Considere-se, por exemplo, como soldados europeus do século XVI poderiam enfrentar armamento do século XXI. Amplie-se por milhares ou mesmo milhões de anos de desenvolvimento adicional o abismo tecnológico que pode ter ocorrido numa espécie extraterrestre e torna-se claro que as diferenças poderiam ser potencialmente tão grandes que tornariam a guerra absurda. No filme A Guerra dos Mundos, de 1953, um general em retirada faz uma declaração famosa: "Isso nunca foi uma guerra, da mesma forma que nunca houve guerra entre homens e formigas."
Com tal lapso, mesmo uma compreensão básica entre culturas pode ser impossível. A probabilidade puramente estatística sugere que é improvável que duas civilizações quaisquer estejam no mesmo nível de desenvolvimento tecnológico. Na terceira de suas três leis, Clarke declarou: "qualquer tecnologia suficientemente avançada é indistinguível da magia".

## Não-ficção
O tema do primeiro conta(c)to não está limitado à ficção científica. Por exemplo, muitas histórias sobre o Velho Oeste norte-americano apresentaram um primeiro conta(c)to antropológico entre colonos europeus e nativos americanos (realmente, os primeiros episódios de Star Trek foram baseados em westerns).  Na Papua-Nova Guiné, os primeiros conta(c)tos com tribos até então desconhecidas ocorreram até meados dos anos 1930; no Brasil, até hoje ainda existem tribos indígenas isoladas em regiões remotas da Amazônia.